# Ulucz
Ulucz is een plaats in het Poolse district  Brzozowski, woiwodschap Subkarpaten. De plaats maakt deel uit van de gemeente Dydnia en telt 150 inwoners.